# Platysteiridae
Platysteiridae là một họ chim trong bộ Passeriformes. Họ này ban đầu là được xếp là một phân họ thuộc họ Đớp ruồi (Muscicapidae). Những loài chim ăn côn trùng này thường được tìm thấy trong các khu rừng thưa hoặc bụi rậm.

## Phân loại học
- Chi Lanioturdus (1 loài)
- Chi Batis (11 loài)
- Chi Platysteira (20 loài)